# Basílica de Santiago (Levoča)

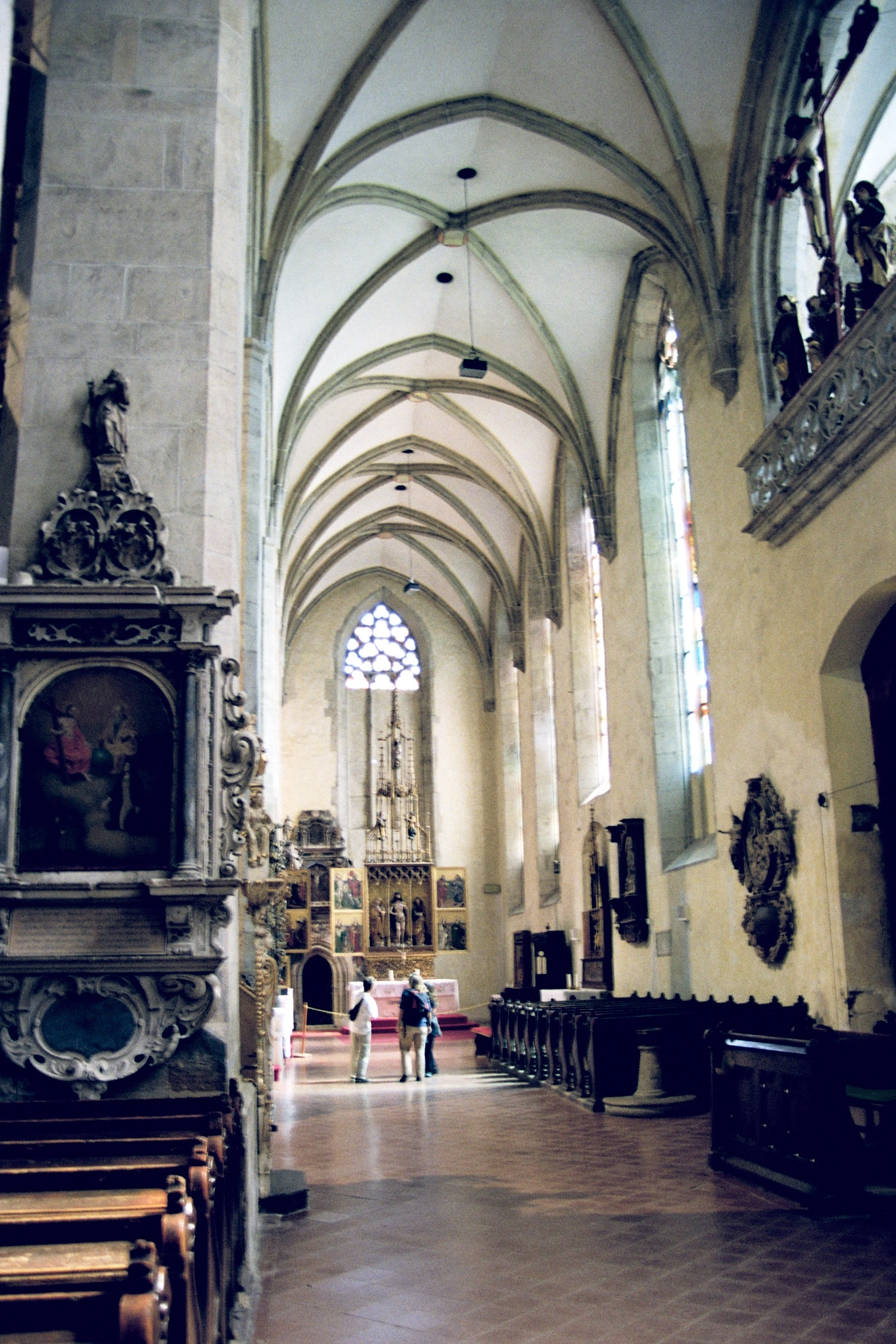
nave lateral

La Basílica de Santiago ( eslovaco: Bazilika svätého Jakuba ) es una iglesia gótica en Levoča, Prešovský kraj, Eslovaquia. La construcción comenzó en el siglo XIV. Es una iglesia parroquial católica, dedicada a Santiago Apóstol.
El interior cuenta con varios altares góticos, entre ellos el principal, el más alto del mundo, de madera, con 18,62 metros, obra del taller del maestro Pablo de Levoča, terminado en 1517. La iglesia, la segunda más grande de Eslovaquia, también alberga muebles y obras de arte bien conservados. El campanario data del siglo XIX. En 2009, la iglesia fue incluida en el Patrimonio Mundial de la UNESCO de Levoča, el castillo de Spiš y los monumentos culturales asociados. También es un monumento nacional eslovaco. En 2015, el Papa Francisco la declaró Basílica menor.

## Historia
La construcción de la iglesia gótica comenzó en el centro de Levoča, entonces en el Reino de Hungría, en el siglo XIV. La iglesia domina la plaza principal de la ciudad histórica, junto con un ayuntamiento renacentista. Es una iglesia católica, dedicada a Santiago Apóstol.
El interior cuenta con varios altares góticos, entre los que se encuentra, como altar mayor, el altar de madera más alto del mundo, con 18,62 metros. Fue creado por el taller del maestro Pablo de Levoča y terminado en 1517. La iglesia, la segunda más grande de Eslovaquia, también alberga valiosos muebles y obras de arte, como las del joyero János Szillassy. Durante la Reforma, la iglesia fue protestante a partir de 1544. Se construyó un órgano a partir de 1622.
La torre de la iglesia también se utilizaba como torre de vigilancia de la ciudad, para dar la alerta de cualquier incendio incipiente. La torre medieval fue a su vez dañada por un rayo a principios del siglo XIX, y fue sustituida por una torre neogótica (probablemente la primera de este estilo en la actual Eslovaquia) diseñada por Fridrich Muck y construida entre 1852 y 1870, que tiene 70 metros de altura. De las campanas originales de la torre, una fue reubicada en el campanario del Ayuntamiento; las otras se fundieron durante la Primera Guerra Mundial y fueron sustituidas en 1925. Desde 2016, la torre, que ofrece una vista del centro histórico de la ciudad, está abierta a los visitantes.
Gracias a sus tesoros, la iglesia se agregó al Patrimonio de la Humanidad de la UNESCO Levoča, el castillo de Spiš y los monumentos culturales asociados en 2009. También es un Monumento Nacional Eslovaco. El 30 de noviembre de 2015, el Papa Francisco declaró la iglesia Basílica menor.

## Altares

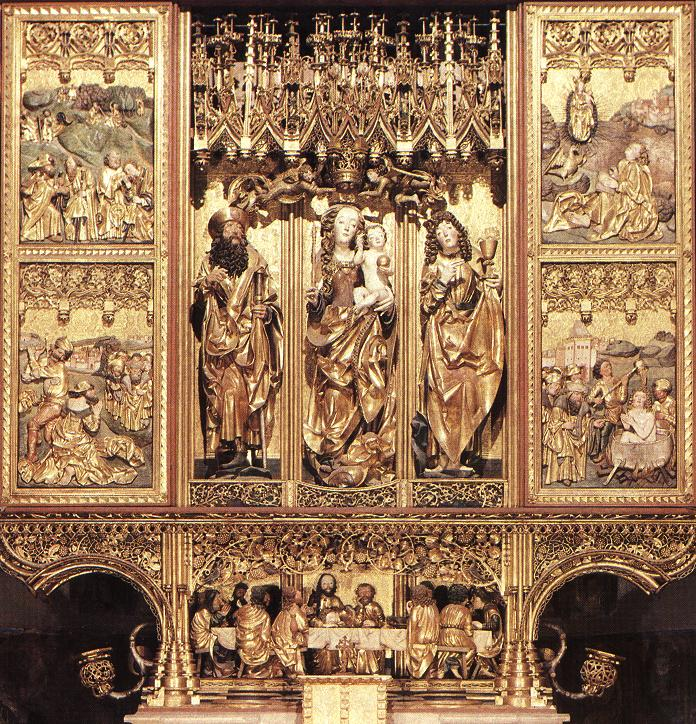
Centro del altar mayor

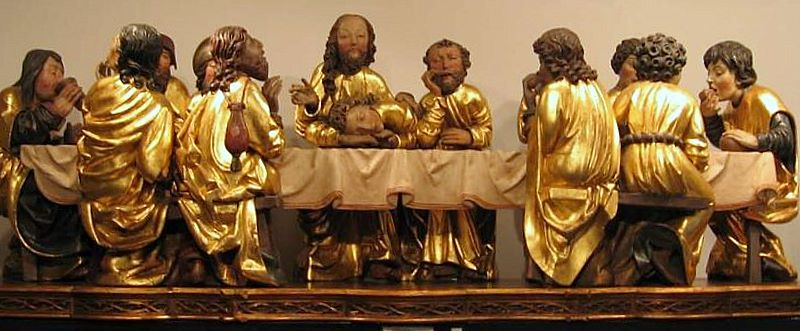
La Última Cena, escena en el altar mayor

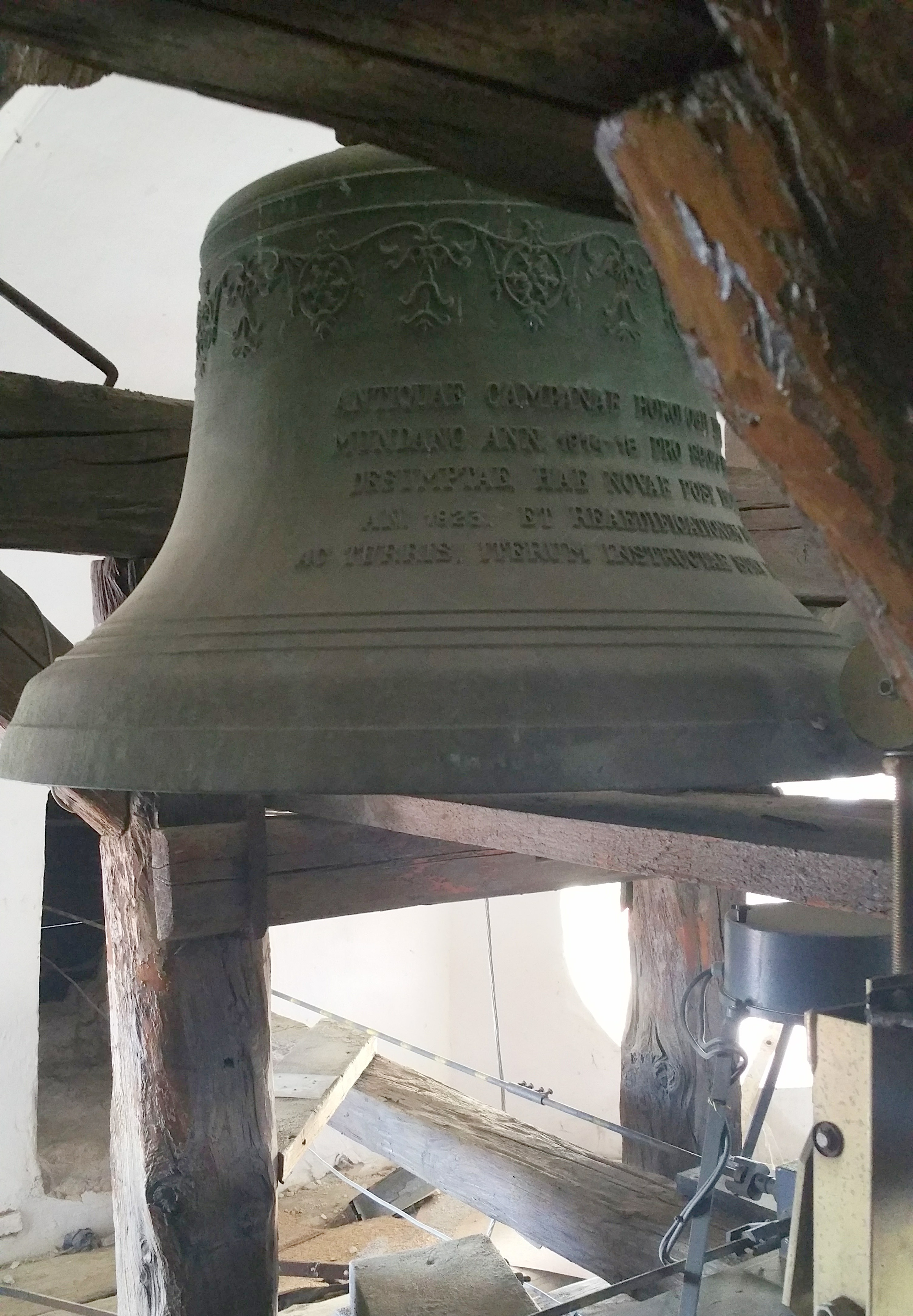
Campana en la torre de la basílica

La iglesia tiene 18 altares.  Los altares principales son los siguientes:
- Altar Mayor (Altar de Santiago Apóstol) . Creado por el Maestro Paul 1507-1517.[7] El altar se construyó por etapas. El retablo se terminó en 1508. La escultura y la pintura adicionales puedieron haberse completado en 1515. Las últimas fases, incluido el dorado, se llevaron a cabo hacia 1517.[8]

Muchas de las pinturas de la Pasión del políptico del altar están basadas en los grabados de Lucas Cranach del ciclo de la Pasión, publicados en 1509. Las estatuas de los Doce Apóstoles en el ciborio del altar datan de alrededor de 1390 y puedieron haber sido parte de un altar anterior en la iglesia.
- Esculturas del Altar de la Natividad (Maestro Paul) – ahora incluidas en el altar barroco Czaky. Las esculturas estuvieron escondidas durante 200 años en el Ayuntamiento durante el período de disturbios religiosos.[7]
- Altar de los Cuatro San Juanes (1520, Maestro Paul).[10]
- Altar de Santa Ana (Altar de Metercia), (1516, Maestro Paul).[10]
- Altar de los Santos Pedro y Pablo (1495, anterior al Maestro Pablo).[10]
- Altar del obispo San Nicolás (1507). Las figuras de San Leonardo y San Juan son del maestro Pablo, pero la figura de San Nicolás data de 1360-1370.[10]
- Altar de Santa Catalina de Alejandría (c. 1460)[10]
- Altar de San Miguel Arcángel (c. 1620).[11]
- Altar del Buen Pastor (c. 1700).[11]
- Altar de la Virgen María de las Nieves (Altar de los Trece Pueblos).[11]
- Altar Vir dolorum, (Altar del rey Matthias Corvinus ) (1476-1490).[10]
- Altar de Santa Isabel la Viuda, pintura sobre tabla de 1492.[10]

La iglesia también tiene una estatua de San Jorge y el Dragón del taller del Maestro Pablo.

## Frescos
La iglesia tiene numerosos frescos. Entre estos se encuentran:
- un ciclo de frescos, " Siete virtudes y siete vicios ", que data de c. 1385.
- veinte escenas de la leyenda de Santa Dorotea, (c. 1400)
- una pintura mural del Juicio Final (c. 1500).[7]

## Epitafios pintados
Una característica inusual de la iglesia es la existencia de varios epitafios pintados en las paredes de la iglesia. Entre ellos se encuentra el epitafio de Margita Urbanovič, sobrina del Maestro Pablo, que es el único registro específico contemporáneo de que Pablo fue el creador del altar mayor.

## Órgano
El órgano actual, que sustituye a instrumentos anteriores, fue construido por Hans Hummel, un organero de origen alemán, a partir de 1622. Durante la construcción, Hummel cayó al vacío desde el andamio en 1630, y el órgano fue terminado por el organero polaco Juraj Nitrovský.
En ese momento era el órgano más grande del Reino de Hungría. Originalmente estaba ubicado en la nave norte de la iglesia, antes de ser trasladado a su posición actual en el presbiterio del órgano en el siglo XIX.